# Юлия Свириденко
Юлия Анатолиивна Свириденко (на украински: Юлія Анатоліївна Свириденко, родена на 25 декември 1985 г.) е украински политик. Тя е първи заместник министър-председател и министър на икономическото развитие и търговията на Украйна в периода 4 ноември 2021 г. – 17 юли 2025 г. Министър-председател на Украйна от 17 юли 2025 г.

## Образование и кариера
През 2008 г. Свириденко завършва Киевския национален търговско-икономически университет със специалност „Управление на антимонополните закони“.
Започва кариерата си същата година като икономист в украинско-андорско съвместно предприятие.
През 2011 г. става постоянен представител на Чернигов в град Уси, единственото представителство на украински град в Китай. Четири години по-късно става ръководител на отдела за икономическо развитие на Черниговска област.
От 30 юли 2018 до 28 ноември 2018 г. е изпълняващ длъжността ръководител на Черниговската областна държавна администрация.
На 5 май 2020 г. президентът на Украйна Володимир Зеленски назначава Свириденко за представител на Украйна в подгрупата по социални и икономически въпроси на Тристранната контактна група за уреждане на ситуацията в Донбас (Украйна – Организация за сигурност и сътрудничество в Европа – Русия).
На 22 декември 2020 г. Зеленски назначава Свириденко за заместник-началник на президентската канцелария на мястото на Юлия Ковалив.
На 4 ноември 2021 г. Върховната рада назначава Свириденко за първи вицепремиер и министър на икономическото развитие и търговията. 256 депутати гласуват за нейното назначаване.
През август 2022 г. правителството упълномощава Свириденко да оглави Междуведомствената работна група по прилагането на политиката за държавни санкции. Тя преговаря с други държави за засилване на санкциите срещу Русия, по-специално с представители на Обединеното кралство. 
На 7 юли 2025 г. е предложена от президента за следващия министър-председател на Украйна.

## Награди
Юлия Свириденко беше включена и публикувана на 13 септември 2023 г. в списание Time TIME100 Next, където беше описана като „емблема на устойчивостта на украинския народ“ (визирайки руската инвазия в Украйна).[източник? (Поискан преди 9 дни)]